# Widin Apostołow
Widin Apostołow (bułg. Виден Апостолов, ur. 17 października 1941 w Nowym Iskyrze, zm. 13 listopada 2020 w Płowdiwie) – bułgarski piłkarz grający na pozycji obrońcy. W swojej karierze rozegrał 22 mecze w reprezentacji Bułgarii, w których strzelił trzy gole.

## Kariera klubowa
Swoją karierę piłkarską rozpoczął w klubie FK Nowy Iskyr. Grał w nim w latach 1958–1959. Następnie przeszedł do Łokomotiwu Sofia i występował w nim w sezonie 1959/60. W 1960 został zawodnikiem Botewu Płowdiw, gdzie grał do końca swojej kariery, czyli do 1974. W sezonie 1966/67 wywalczył z Botewem swój jedyny w karierze tytuł mistrza kraju. W 1962 zdobył Puchar Bułgarii, a w 1972 Puchar Bałkanów.

## Kariera reprezentacyjna
W reprezentacji Bułgarii zadebiutował 30 września 1962 w wygranym 2:1 towarzyskim spotkaniu z Polską i w debiucie zdobył gola. W 1966 znalazł się w kadrze Bułgarii na mistrzostwach świata w Anglii, jednak nie wystąpił w żadnym meczu tego turnieju. Od 1962 do 1974 rozegrał w drużynie narodowej 22 mecze, w których zdobył trzy bramki.
| Mecze i gole w reprezentacji | Mecze i gole w reprezentacji | Mecze i gole w reprezentacji | Mecze i gole w reprezentacji | Mecze i gole w reprezentacji | Mecze i gole w reprezentacji | Mecze i gole w reprezentacji |
| #                            | Data                         | Stadion                      | Rywal                        | Wynik                        | Gol                          | Rozgrywki                    |
| 1962                         | 1962                         | 1962                         | 1962                         | 1962                         | 1962                         | 1962                         |
| ---------------------------- | ---------------------------- | ---------------------------- | ---------------------------- | ---------------------------- | ---------------------------- | ---------------------------- |
| 1.                           | 30.09.1962                   | Sofia, Bułgaria              | Polska                       | 2:1                          | 1                            | towarzyski                   |
| 1963                         |                              |                              |                              |                              |                              |                              |
| 2.                           | 30.04.1963                   | Koszyce, Czechosłowacja      | Czechosłowacja               | 2:1                          | 0                            | towarzyski                   |
| 3.                           | 18.09.1963                   | Sofia, Bułgaria              | Sudan                        | 1:1                          | 0                            | towarzyski                   |
| 4.                           | 13.10.1963                   | Sofia, Bułgaria              | Związek Radziecki            | 0:1                          | 0                            | towarzyski                   |
| 1964                         |                              |                              |                              |                              |                              |                              |
| 5.                           | 18.03.1964                   | Sofia, Bułgaria              | Jugosławia                   | 0:1                          | 0                            | towarzyski                   |
| 6.                           | 01.04.1964                   | Nisz, Jugosławia             | Jugosławia                   | 0:1                          | 0                            | towarzyski                   |
| 7.                           | 29.11.1964                   | Sofia, Bułgaria              | Związek Radziecki            | 0:0                          | 0                            | towarzyski                   |
| 8.                           | 20.12.1964                   | Stambuł, Turcja              | Turcja                       | 0:0                          | 0                            | towarzyski                   |
| 1965                         |                              |                              |                              |                              |                              |                              |
| 9.                           | 23.02.1965                   | Ateny, Grecja                | Grecja                       | 2:1                          | 1                            | towarzyski                   |
| 10.                          | 09.05.1965                   | Sofia, Bułgaria              | Turcja                       | 4:1                          | 0                            | towarzyski                   |
| 11.                          | 16.05.1965                   | Kraków, Polska               | Polska                       | 1:1                          | 0                            | towarzyski                   |
| 12.                          | 13.06.1965                   | Sofia, Bułgaria              | Izrael                       | 4:0                          | 0                            | el. MŚ 1966                  |
| 13.                          | 26.09.1965                   | Sofia, Bułgaria              | Belgia                       | 3:0                          | 0                            | el. MŚ 1966                  |
| 14.                          | 27.10.1965                   | Bruksela, Belgia             | Belgia                       | 0:5                          | 0                            | el. MŚ 1966                  |
| 1967                         |                              |                              |                              |                              |                              |                              |
| 15.                          | 22.03.1967                   | Tirana, Albania              | Albania                      | 0:2                          | 0                            | towarzyski                   |
| 16.                          | 24.06.1967                   | Sofia, Bułgaria              | Polska                       | 3:2                          | 0                            | towarzyski                   |
| 1968                         |                              |                              |                              |                              |                              |                              |
| 17.                          | 10.04.1968                   | Stara Zagora, Bułgaria       | Niemcy Wschodnie             | 4:1                          | 0                            | kwal. IO 1968                |
| 18.                          | 24.04.1968                   | Lipsk, Niemcy Wschodnie      | Niemcy Wschodnie             | 2:3                          | 0                            | kwal. IO 1968                |
| 1971                         |                              |                              |                              |                              |                              |                              |
| 19.                          | 07.04.1971                   | Pireus, Grecja               | Grecja                       | 1:0                          | 0                            | towarzyski                   |
| 20.                          | 28.04.1971                   | Sofia, Bułgaria              | Związek Radziecki            | 1:0                          | 0                            | towarzyski                   |
| 21.                          | 05.05.1971                   | Sofia, Bułgaria              | Wielka Brytania              | 5:0                          | 0                            | kwal. IO 1972                |
| 1974                         |                              |                              |                              |                              |                              |                              |
| 22.                          | 14.04.1974                   | Rio de Janeiro, Brazylia     | Brazylia                     | 0:1                          | 0                            | towarzyski                   |